# Васил Чекаларов
 Тази статия е за известния костурски войвода.  За солунския войвода на ВМРО вижте Васил Чакаларов (Коритен).  
Васил (Циле, Цильо) Христов Чекаларов или Чакаларов с псевдоним Равашол е български революционер, главен войвода на Вътрешната македоно-одринска революционна организация в Костурско. Той е главният противник на гръцката въоръжена пропаганда в Македония в района. Английският историк Дъглас Дейкин го описва като „жесток, но смел и много компетентен водач“.

## Биография

### Произход и образование
Васил Чекаларов е роден в 1874 година в костурското село Смърдеш, тогава в Османската империя, днес Кристалопиги, Гърция. Сестра му Зоя Чекаларова и брат му Георги също участват в освободителните борби на българите от Костурско. Отначало Васил учи в гръцко основно училище, а по негово настояване баща му го прехвърля да учи в българско училище. Завършва четвърто отделение, като през летата работи с баща си по строежи в Гърция.
През 1893 година за кратко е в Корчанския затвор, но през 1894 година успешно бяга и се установява в България. Там работи като обущар, каменоделец и зидар, а при престоя си в Шумен завършва вечерна гимназия.

### Във ВМОРО
Взима участие в легалната дейност на Върховния комитет и става близък приятел на Борис Сарафов. Изпратен от него през 1900 година да подпомага революционната дейност на ВМОРО, като заедно с Лазар Киселинчев създава канали за закупуване на оръжие от Гърция. През 1901 година Васил Чекаларов се установява в София, където става председател на Костурското благотворително дружество. След разкритията на Иванчовата афера Васил Чекаларов е изпратен от Битолския окръжен революционен комитет като войвода да подпомогне дейността на Пандо Кляшев и Лазар Москов във Костурския революционен район през юни 1901 година. Чекаларов екзекутира шпионина гъркоман Цеман от село Дъмбени.
В началото на 1902 година Гоце Делчев посещава Костурския район и определя за ръководители на района Кузман Стефов, Лазар Поптрайков, Лазар Москов, Пандо Кляшев и Михаил Николов, докато Васил Чекаларов продължава да се занимава със закупуване на оръжие от Гърция. На общо събрание организацията осъжда Коте Христов на смърт заради харамийството му, а Чекаларов настоява за незабавно изпълнение на присъдата му, но Коте е помилван от Гоце Делчев. След това Чекаларов урежда последни доставки на оръжие от Гърция, с което приключва основното въоръжаване на Костурско и Леринско.
През август съединените костурски чети, начело с Васил Чекаларов, дават сражение на Коте Христов при село Ощима. До началото на септември Васил Чекаларов и ръководното тяло възпират полковник Анастас Янков и Коте Христов да вдигнат преждевременно въстание в костурския район по идея на ВМОК. За зимата Васил Чекаларов разквартирува четниците си по селата в района, а той организира бомболеярна в Смърдеш. На 29 декември Чекаларов се намира в Лабаница и пише в дневника си:
| „ | Макар и да бяхме казали да бъдем тайничко, но всички ни узнаха даже и гъркоманския поп Герман, поиска да доди при нас. Позволихме му и доде. Тоя брат дотам се е погърчил, щото почна да ни говори една българска две гърцки. Подигнахме въпроса за народността му, той се помъчи всячески да ни докаже, че ние сме гърци! Като не можа да изложи факти, които му поискахме, почна да развива историята за великия Александър Македонски, че не сме нито гърци, нито българи, а сме македонци, без да помисли, че во Македония има и турци и евреи и от много други нации. Човек, който не разбира от история и да почни да ти проповедва со нея, това е много смешно! Ние не искахме да влизаме в повече разпри с него и затова го зарезахме. | “ |

На 13-14 март 1903 година Васил Чекаларов заклева в Българската екзархия селата Върбник и Въмбел, дотогава патриаршистки. На 20 март Черешница Чекаларов се среща с четата на Борис Сарафов, а селото преминава също към екзархията. На 28 март са обсадени от турски аскер в Смърдеш, но с подкрепата на селски чети от района се измъкват от засадите. В средата на април пристигат в Смилево, Битолско, за предстоящия конгрес. На него Васил Чекаларов и Пандо Кляшев представляват Костурския революционен район.
На 24 април при Златари, Ресенско, Васил Чекаларов, Пандо Кляшев, Иван Попов и Митре Влаха дават сражение на турски аскер. В подготовката за въстанието събира по пушка и патрони от селата Смърдеш, Косинец, Дъмбени, Турие и Кономлади и ги праща в Статица. На 7 май Васил Чекаларов заварва опожарено родното село Смърдеш, изгорено от турската армия. На 31 май 1903 година 1000 войници турски аскер обграждат село Дъмбени, четата на Лазар Поптрайков заема връх Виняри в Дъмбенската планина, в помощ на сражаващите се пристига четата на Дичо Андонов, която заема връх Локвата и удря турците в гръб. Голямото сражение продължава дълго, като в помощ на сражаващите се пристигат и четите на Васил Чекаларов, Пандо Кляшев и Митре Влаха.

### По време на въстанието
На 20 юли Илинденско-Преображенското въстание се вдига и в Костурско от около 2000 въстаници. Още на 23 юли е превзета Клисура. На 28 юли четите на Лазар Поптрайков и Васил Чекаларов дават престрелка на турски аскер, а на 29 в планините до Дъмбени отбиват турска армия за 6 часа, която се оттегля в Костур. На 12 август след голямо сражение, ръководено от Чекаларов, е превзета паланката Невеска, но четниците я напускат веднага след това. Фотографията на четите е направена в село Косинец.
След много сражения на 27 август се взима решение за изтегляне на четите от Костурско, за да запазят мирното население от 15-хилядния аскер в района. В разгара на въстанието Чекаларов е инициатор на съставянето на мемоар от името на костурските ръководители за турските зверства в Костурско. След като мемоарът е готов на 30 август е връчен на чуждестранните дипломати в Битоля.
Васил Чекаларов оглавява отряд от 450 души от Смърдешката, Дъмбенската, Косинската и Апоскепската центрова чета. Водят сражение на 29 август в Апоскеп и в близост до град Костур. В село Нестрам на 1 септември наказват провинилите се и предателите и разбиват малка турска военна част. След това се изнасят през Костенарията за албанската област Колония. В Колоня прочистват областта от албански и турски разбойници и печалят симпатиите на местното гръцко и албанско население. Накрая се завръщат в разореното Костурско, където четите се разпускат. Васил Чекаларов, заедно със сестра си Зоя, Пандо Кляшев и Лазар Киселинчев, тайно преминава границата с Гърция и оттам с параход се прибира в България.
|  |  |  |  |  |  |

### Мирен живот
В началото на 1904 година Васил Чекаларов заминава на лечение в Женева, Швейцария. На 14 март Чекаларов, Борис Сарафов и други създават Временен комитет, целящ да замени Задграничното представителство на ВМОРО, но в 1905 година различията изчезват и комитетът се саморазпуска.
Участва като делегат на Кюстендилския конгрес на ВМОРО през 1908 година. След обявяването на Младотурската революция посещава поклонение на братската могила на загиналите революционери от ВМОРО в Апоскеп. В София Чекаларов построява своя къща, с помощта на архитекта Георги Киселинчев, на улица „Шипка“ срещу Военната академия в София. Живее бедно, но се жени за Олга (1891 – 1953), с която имат две дъщери: Екатерина (1910 – 1987) и Василка (1913 – 1917).

### Балканска война
При избухването на Балканската война през 1912 година старши подофицер Васил Чекаларов е определен за командир на партизанска чета № 4, част от Костурската съединена чета, заедно с чета № 5 на Иван Попов и чета № 6 на Христо Силянов, които са част от Македоно-одринското опълчение. След началото на военните действия четата се насочва през Леринско за Костурско.
На 19 октомври гръцката армия и сборната чета провеждат първа съвместна акция при Кирли дервент, като след победата частите са посрещнати в Баница. След 20 октомври сборната чета освобождава последователно Невеска, Прекопана и Загоричани и обезоръжава околните турски села и помашкото Жервени. След това са освободени и селата Апоскеп, Дъмбени, Габреш и Косинец. След разгрома на Пета гръцка дивизия при село Баница сборната чета на Васил Чекаларов води ариергардни сражения с турския аскер и осигурява изтеглянето на гръцките части. При общото изтегляне четата прави опит да защити селата от напредващите турци. На 29 октомври четата подпомага гръцките войски при превземането на Кайляри, а на 8 ноември разбива и пленява 600 турски войници при Писодер и Желево. Ден по-късно пленяват още 100 турски войници при Капещица, а на 13 ноември обединените чети влизат в Костур, като са тържествено посрещнати от членовете на българската община, начело с архерейския наместник Панарет. На 29 ноември гръцките части се оттеглят от областта Кореща, а съединената чета се поставя в защита на селищата там.
Костурската съединена чета е разформирована в края на месец ноември 1912 година, като четниците се включват в редовните дружини на Опълчението. Васил Чекаларов заминава на 24 ноември за Солун и София, а почти всички четници се прибират по родните си места, като тези от България и няколко костурчани се разделят между Силянов и Попов, като Силянов потегля към Дъмбени, а Попов – към Смърдеш.
Васил Чекаларов и Иван Попов се срещат в Лерин с бившия андартски капитан, офицера от артилерията, Георгиос Цондос. Официално Костурската чета е разформирована на 20 декември 1912 година. Васил Чекаларов, подобно на много други македонски дейци, смята, че Македоно-одринското опълчение е трябвало да бъде изпратено на фронта в Македония, а не в Тракия, за да не се позволява на съюзниците гърци и сърби да окупират населени с българи земи. В писмо до заместник-командира на МОО Александър Протогеров от 10 декември 1912 година Чекаларов пише:
| „ | Както виждате, драги Протогеров, вие с юнаците освобождавате там и гръцки места, за да допуснем заробване на нашите чисто български земи. Ако бяхме тръгнали за тук, за нашите места, днес нямаше народът да оплаква окаяното си положение, а щеше да се радва, както в Щип и в други места, освободени от България. | “ |

След това Васил Чекаларов се намира в Кукуш, а Владимир Караманов го описва така: 
| „ | Неговата хубост и приятна външност, както и стройността и напетостта му, а също и увлекателния му разговор, го правеха не по-малко симпатичен, отколкото миналото му на голям революционер и войвода от Югозападна Македония. Всекиму от нас, тогавашните чиновници в Кукуш, както и на военните в тоя град, той правеше впечатление на голем български патриот, имащ предвид общите интереси на целокупния български народ. В своя патриотизъм той отиваше в крайност. Не даваше ни дума да става за отстъпки на български места на Гърция, като искаше да се включат в обединена и велика България, всички села и места от Костурско и Кайлярско, населени с българи, за които казваше, че са едни от най-здравите и добри българи. | “ |

### Междусъюзническа война
През Междусъюзническата война Васил Чекаларов и Иван Попов повторно организират голяма чета, която да проникне в тила на гръцката армия. На раздяла в Сяр Чекаларов казва на войводата Михаил Думбалаков:
| „ | Братко прощавай! Струва ми се, че не ще се видим никога. Отивам там, отдето не вярвам, че ще се върна. | “ |

В средата на юни 1913 година от Дойран за Костурско заминават с войводи и четници, сред които Христо Цветков, Илия Димушев, Никола Иванов, Григор Джинджифилов, Дончо Лазаров, Панайот Карамфилович, Пандо Сидов и други. Потеглят на югоизток в авангарда на 41-ви и 42-ри пехотни полкове от българската армия. При Фурка на 17 юни 160 четници и войници разбиват сръбско-гръцки части, а при селата Стояково и Богданци 80 евзони и 1 антиполахос (подпоручик). Освобождават Гевгели и при Тушин, Мъгленско, бият отново гръцки части.
На 19 юни Гевгели попада отново в гръцки ръце и по-голямата част от четата се изтегля. Васил Чекаларов, Иван Попов, Никола Кузинчев, Христо Цветков и Пандо Сидов продължават към Костурско. На 2-3 юли попадат в засада при дефилето Дармани, Воденско, от която Васил Чекаларов измъква четата с хитрост. Престорва се на гръцки офицер, преследващ четата на Чекаларов и преминава поста. На 4 юли в Чеган четата е издадена, а Чекаларов е ранен от лявата страна, над сърцето. Четата се разделя на две и Иван Попов и Пандо Сидов заминават за Баница, където водят сражение на 5 юли. Същия ден и четата на Чекаларов е разпръсната, ранен е повторно – в крака, но достигат до планината Вич на 8 юли. Васил Чекаларов е ранен многократно в гърдите при сражение с гръцки войници на 9 юли 1913 година между Бел камен (днес Дросопиги) и Невеска (днес Нимфео) в местността Лакото. Гръцкият подполковник Михалакопулос описва последвалата ситуация така:
| „ | Пет-шест войници и андарти се спуснаха към падналото тяло с тържествуващ вик. Той се размърда неочаквано. Отначало се издигна окървавената му глава, покрита с буйна красива къдрава коса, по-после се издигна и тялото и като се улови за близкото до него дърво се изправи. Така Чекаларов наистина беше много страшен. Притеклите се спряха за момент. Но за миг, той потрепера, поклати се, падна и не мръдна вече! (В това време андарт удря безжизненото тяло на Чекаларов с нож.) Вероятно това беше последното съзнание на главата и тази опасна глава се сбогува със своето тяло. Надали вече чувствуваше нещо, когато андартите, старите негови врагове, тъпчеха туй, което нямаше нищо общо със страшния Чекаларов. Капитан Х.. с два още удара отсече главата от мъртвото тяло. | “ |

Отрязаната глава на Васил Чекаларов е отнесена от войниците в Лерин и набучена на кол е разнасяна из улиците с викове:
| „ | Няма Чекаларов! Няма Македония! Унищожихме Чекаларов и заедно с него всички Чекаларовци! | “ |

След това гръцки капитан удря с главата Илия Димушев и го заставя да я носи начело на процесията. Сръбски офицер не позволява гаврата да продължи и протестира пред гърците. Впоследствие, гръцките войници я предават на епитропа от българската църква „Свети Пантелеймон“, който я погребва в българското гробище. Двадесет и шест от четниците на Чекаларов са съдени в Солун от военен трибунал и получават различни присъди.

## Оценки и почит
Река край Бел камен, приток на Белкаменската река, е кръстена от местните българи Чекаларов дол.
Михаил Думбалаков пише за Чекаларов:
| „ | Васил Чекаларов се издигна от недрата на народа до завидното положение на един заслужил мястото си войвода – борец в революционната фаланга на Македония, който имаше най-отдалечения район от границите на България, Костурско, дето се бореше срещу два противника: турците и гърците... Между падналите... бе и Васил Чекаларов, видното чедо на с. Смърдеш, Костурско, героят и рицарят на Костурския край. | “ |

Георги Константинов Бистрицки пише за него:
| „ | Васил Чакаларов от с. Смърдеш, тип на предвидливостта, отличен водител на въстанието, страшилище на тираните, легендарен герой, разсъдлив и човек на желязната дисциплина, мъченически умря от гръцки куршум в 1913 година в село Бел камен (Леринско) при голяма тъга за нещастието на милата родина. | “ |

В 1934 година българското село Чалкьой е преименувано на Чакаларово в чест на Васил Чекаларов. На негово име е кръстена и организацията МПО „Васил Чекаларов“.
Личният дневник на Васил Чекаларов се съхранява от Лазар Киселинчев, който заедно със Спиро Василев го дешифрира и подготвя за печат. След неуспешни опити за издаване, дневникът е публикуван в 2001 година. Екземпляри от дешифрирания дневник се съхраняват в Научния архив на БАН и в Централния държавен архив в личния архив на Спиро Василев Загоричанин, а така също и в личния архив на Васил Чекаларов, в който има и ръкописен препис на част от дневника, направен от дъщерята на войводата.
Чекаларов е инициатор на съставянето на мемоар от името на него и костурските ръководители за османските зверства в Костурско. След като мемоарът е готов, на 30 август 1903 година е връчен на чуждестранните дипломати в град Битоля (днес Северна Македония). Неговият ръкописен оригинал и днес се пази в Централния държавен архив в София. В 2013 година община Благоевград закупи (с цел да отвори музей, посветен на борбата на българите в Македония и Одринско) архив, съдържащ писма, вещи, документи и дневници на дейци на ВМОРО. Сред колекцията намират място оригинални писма, снимки и визитна картичка на Чекаларов, както и бинокълът, който той използвал при Балканските войни.
Днес в Българския исторически архив на Национална библиотека „Свети свети Кирил и Методий“ в София се пази архивът на Чекаларов, състоящ се предимно от писма и документи, свързани с дейността му против турците и гърците в Костурско.
Близо до къщата на Чекаларов на улица „Шипка“ № 52 в София има паметна плоча, а на негово име е наречена улица в квартал „Бояна“ (Карта). През 2018 година улица „Иван Церов“ във Варна е преименувана на улица „Васил Чекаларов“ и в 2021 година пред блок 110 на същата улица е поставен барелеф на Васил Чекаларов.
|  |  |  |  |

## Родословие
|                                   |                                   |                                   |                                   |                                   |                                   |  |  |                                  |                                  |                                  |                                  |                                  |                                  |  |  |                                |                                |                                |                                |                                |                                |                  |                  |                       |                       |                       |                       |                       |                       |                      |                      |                               |                               |                               |                               |                               |                               |  |  | Стоян Чекаларов             |                             |                             |                             |                             |                             |  |  |                                |                                |                                |                                |                                |                                |  |  |                   |                   |                   |                   |                   |                   |  |  |  |  |  |  |  |  |  |  |
|                                   |                                   |                                   |                                   |                                   |                                   |  |  |                                  |                                  |                                  |                                  |                                  |                                  |  |  |                                |                                |                                |                                |                                |                                |                  |                  |                       |                       |                       |                       |                       |                       |                      |                      |                               |                               |                               |                               |                               |                               |  |  |                             |                             |                             |                             |                             |                             |  |  |                                |                                |                                |                                |                                |                                |  |  |                   |                   |                   |                   |                   |                   |  |  |  |  |  |  |  |  |  |  |
|                                   |                                   |                                   |                                   |                                   |                                   |  |  |                                  |                                  |                                  |                                  |                                  |                                  |  |  |                                |                                |                                |                                |                                |                                |                  |                  |                       |                       |                       |                       |                       |                       |                      |                      |                               |                               |                               |                               |                               |                               |  |  |                             |                             |                             |                             |                             |                             |  |  |                                |                                |                                |                                |                                |                                |  |  |                   |                   |                   |                   |                   |                   |  |  |  |  |  |  |  |  |  |  |
|                                   |                                   |                                   |                                   |                                   |                                   |  |  |                                  |                                  |                                  |                                  |                                  |                                  |  |  |                                |                                |                                |                                | Христо Чекаларов               | Христо Чекаларов               | Христо Чекаларов | Христо Чекаларов | Христо Чекаларов      | Христо Чекаларов      |                       |                       | Екатерина Попиванова  | Екатерина Попиванова  | Екатерина Попиванова | Екатерина Попиванова | Екатерина Попиванова          | Екатерина Попиванова          |                               |                               |                               |                               |  |  |                             |                             |                             |                             |                             |                             |  |  |                                |                                |                                |                                |                                |                                |  |  | Апостол Чекаларов | Апостол Чекаларов | Апостол Чекаларов | Апостол Чекаларов | Апостол Чекаларов | Апостол Чекаларов |  |  |  |  |  |  |  |  |  |  |
|                                   |                                   |                                   |                                   |                                   |                                   |  |  |                                  |                                  |                                  |                                  |                                  |                                  |  |  |                                |                                |                                |                                | Христо Чекаларов               | Христо Чекаларов               | Христо Чекаларов | Христо Чекаларов | Христо Чекаларов      | Христо Чекаларов      |                       |                       | Екатерина Попиванова  | Екатерина Попиванова  | Екатерина Попиванова | Екатерина Попиванова | Екатерина Попиванова          | Екатерина Попиванова          |                               |                               |                               |                               |  |  |                             |                             |                             |                             |                             |                             |  |  |                                |                                |                                |                                |                                |                                |  |  | Апостол Чекаларов | Апостол Чекаларов | Апостол Чекаларов | Апостол Чекаларов | Апостол Чекаларов | Апостол Чекаларов |  |  |  |  |  |  |  |  |  |  |
|                                   |                                   |                                   |                                   |                                   |                                   |  |  |                                  |                                  |                                  |                                  |                                  |                                  |  |  |                                |                                |                                |                                |                                |                                |                  |                  |                       |                       |                       |                       |                       |                       |                      |                      |                               |                               |                               |                               |                               |                               |  |  |                             |                             |                             |                             |                             |                             |  |  |                                |                                |                                |                                |                                |                                |  |  |                   |                   |                   |                   |                   |                   |  |  |  |  |  |  |  |  |  |  |
|                                   |                                   |                                   |                                   |                                   |                                   |  |  |                                  |                                  |                                  |                                  |                                  |                                  |  |  |                                |                                |                                |                                |                                |                                |                  |                  |                       |                       |                       |                       |                       |                       |                      |                      |                               |                               |                               |                               |                               |                               |  |  |                             |                             |                             |                             |                             |                             |  |  |                                |                                |                                |                                |                                |                                |  |  |                   |                   |                   |                   |                   |                   |  |  |  |  |  |  |  |  |  |  |
| Олга Чекаларова (1891 – 1953)     | Олга Чекаларова (1891 – 1953)     | Олга Чекаларова (1891 – 1953)     | Олга Чекаларова (1891 – 1953)     | Олга Чекаларова (1891 – 1953)     | Олга Чекаларова (1891 – 1953)     |  |  | Васил Чекаларов (1874 – 1913)    | Васил Чекаларов (1874 – 1913)    | Васил Чекаларов (1874 – 1913)    | Васил Чекаларов (1874 – 1913)    | Васил Чекаларов (1874 – 1913)    | Васил Чекаларов (1874 – 1913)    |  |  | Георги Чекаларов (1878 – 1903) | Георги Чекаларов (1878 – 1903) | Георги Чекаларов (1878 – 1903) | Георги Чекаларов (1878 – 1903) | Георги Чекаларов (1878 – 1903) | Георги Чекаларов (1878 – 1903) |                  |                  | Георговица Чекаларова | Георговица Чекаларова | Георговица Чекаларова | Георговица Чекаларова | Георговица Чекаларова | Георговица Чекаларова |                      |                      | Стоян Чекаларов (1884 – 1907) | Стоян Чекаларов (1884 – 1907) | Стоян Чекаларов (1884 – 1907) | Стоян Чекаларов (1884 – 1907) | Стоян Чекаларов (1884 – 1907) | Стоян Чекаларов (1884 – 1907) |  |  | Зоя Марковска (1885 – 1961) | Зоя Марковска (1885 – 1961) | Зоя Марковска (1885 – 1961) | Зоя Марковска (1885 – 1961) | Зоя Марковска (1885 – 1961) | Зоя Марковска (1885 – 1961) |  |  | Никола Марковски (1883 – 1966) | Никола Марковски (1883 – 1966) | Никола Марковски (1883 – 1966) | Никола Марковски (1883 – 1966) | Никола Марковски (1883 – 1966) | Никола Марковски (1883 – 1966) |  |  | Малина Чекаларова | Малина Чекаларова | Малина Чекаларова | Малина Чекаларова | Малина Чекаларова | Малина Чекаларова |  |  |  |  |  |  |  |  |  |  |
| Олга Чекаларова (1891 – 1953)     | Олга Чекаларова (1891 – 1953)     | Олга Чекаларова (1891 – 1953)     | Олга Чекаларова (1891 – 1953)     | Олга Чекаларова (1891 – 1953)     | Олга Чекаларова (1891 – 1953)     |  |  | Васил Чекаларов (1874 – 1913)    | Васил Чекаларов (1874 – 1913)    | Васил Чекаларов (1874 – 1913)    | Васил Чекаларов (1874 – 1913)    | Васил Чекаларов (1874 – 1913)    | Васил Чекаларов (1874 – 1913)    |  |  | Георги Чекаларов (1878 – 1903) | Георги Чекаларов (1878 – 1903) | Георги Чекаларов (1878 – 1903) | Георги Чекаларов (1878 – 1903) | Георги Чекаларов (1878 – 1903) | Георги Чекаларов (1878 – 1903) |                  |                  | Георговица Чекаларова | Георговица Чекаларова | Георговица Чекаларова | Георговица Чекаларова | Георговица Чекаларова | Георговица Чекаларова |                      |                      | Стоян Чекаларов (1884 – 1907) | Стоян Чекаларов (1884 – 1907) | Стоян Чекаларов (1884 – 1907) | Стоян Чекаларов (1884 – 1907) | Стоян Чекаларов (1884 – 1907) | Стоян Чекаларов (1884 – 1907) |  |  | Зоя Марковска (1885 – 1961) | Зоя Марковска (1885 – 1961) | Зоя Марковска (1885 – 1961) | Зоя Марковска (1885 – 1961) | Зоя Марковска (1885 – 1961) | Зоя Марковска (1885 – 1961) |  |  | Никола Марковски (1883 – 1966) | Никола Марковски (1883 – 1966) | Никола Марковски (1883 – 1966) | Никола Марковски (1883 – 1966) | Никола Марковски (1883 – 1966) | Никола Марковски (1883 – 1966) |  |  | Малина Чекаларова | Малина Чекаларова | Малина Чекаларова | Малина Чекаларова | Малина Чекаларова | Малина Чекаларова |  |  |  |  |  |  |  |  |  |  |
|                                   |                                   |                                   |                                   |                                   |                                   |  |  |                                  |                                  |                                  |                                  |                                  |                                  |  |  |                                |                                |                                |                                |                                |                                |                  |                  |                       |                       |                       |                       |                       |                       |                      |                      |                               |                               |                               |                               |                               |                               |  |  |                             |                             |                             |                             |                             |                             |  |  |                                |                                |                                |                                |                                |                                |  |  |                   |                   |                   |                   |                   |                   |  |  |  |  |  |  |  |  |  |  |
|                                   |                                   |                                   |                                   |                                   |                                   |  |  |                                  |                                  |                                  |                                  |                                  |                                  |  |  |                                |                                |                                |                                |                                |                                |                  |                  |                       |                       |                       |                       |                       |                       |                      |                      |                               |                               |                               |                               |                               |                               |  |  |                             |                             |                             |                             |                             |                             |  |  |                                |                                |                                |                                |                                |                                |  |  |                   |                   |                   |                   |                   |                   |  |  |  |  |  |  |  |  |  |  |
| Екатерина Новачкова (1910 – 1987) | Екатерина Новачкова (1910 – 1987) | Екатерина Новачкова (1910 – 1987) | Екатерина Новачкова (1910 – 1987) | Екатерина Новачкова (1910 – 1987) | Екатерина Новачкова (1910 – 1987) |  |  | Василка Чекаларова (1913 – 1917) | Василка Чекаларова (1913 – 1917) | Василка Чекаларова (1913 – 1917) | Василка Чекаларова (1913 – 1917) | Василка Чекаларова (1913 – 1917) | Василка Чекаларова (1913 – 1917) |  |  |                                |                                |                                |                                |                                |                                |                  |                  |                       |                       |                       |                       |                       |                       |                      |                      |                               |                               |                               |                               |                               |                               |  |  |                             |                             |                             |                             |                             |                             |  |  |                                |                                |                                |                                |                                |                                |  |  |                   |                   |                   |                   |                   |                   |  |  |  |  |  |  |  |  |  |  |